# Municipio de Springfield (condado de Jefferson)
El municipio de Springfield (en inglés: Springfield Township) es un municipio ubicado en el condado de Jefferson en el estado estadounidense de Ohio. En el año 2010 tenía una población de 2367 habitantes y una densidad poblacional de 29,78 personas por km².

## Geografía
El municipio de Springfield se encuentra ubicado en las coordenadas 40°29′6″N 80°54′12″O / 40.48500, -80.90333. Según la Oficina del Censo de los Estados Unidos, el municipio tiene una superficie total de 79.48 km², de la cual 79,48 km² corresponden a tierra firme y (0 %) 0 km² es agua.

## Demografía
Según el censo de 2010, había 2367 personas residiendo en el municipio de Springfield. La densidad de población era de 29,78 hab./km². De los 2367 habitantes, el municipio de Springfield estaba compuesto por el 98,86 % blancos, el 0,25 % eran afroamericanos, el 0,21 % eran amerindios, el 0,13 % eran asiáticos y el 0,55 % eran de una mezcla de razas. Del total de la población el 0,42 % eran hispanos o latinos de cualquier raza.